# Obwód kurski
Obwód kurski (ros. Курская область) – jednostka administracyjna Federacji Rosyjskiej.

## Geografia
Obwód położony w zachodniej części Rosji. Graniczy z obwodem briańskim, orłowskim, lipieckim, woroneskim oraz biełgorodzkim. Ponadto od strony południowo-zachodniej graniczy z ukraińskim obwodem sumskim.

### Strefa czasowa
Obwód należy do moskiewskiej strefy czasowej (MSK). UTC +4:00 przez cały rok. Wcześniej, przed 27 marca 2011 roku, obowiązywał czas standardowy (zimowy) strefy UTC+3:00, a czas letni – UTC+4:00.

## Historia
W XIV-XVI w. sięgały tu wschodnie granice Litwy, obejmując m.in. miasta Kursk i Rylsk. Od 1547 obszar leżał w granicach Rosji.
Obwód został utworzony 13 czerwca 1934.
W sierpniu 2024, po ponad 2 latach trwającej inwazji Rosji na Ukrainę, na teren obwodu wkroczyły wojska Sił Zbrojnych Ukrainy. Była to pierwsza akcja zbrojna innego państwa na terenie Rosji od czasu operacji Barbarossa w trakcie II wojny światowej (prowadzonej wówczas na terenie ZSRR).

## Tablice rejestracyjne
Tablice pojazdów zarejestrowanych w obwodzie kurskim mają oznaczenie 46 w prawym górnym rogu nad flagą Rosji i literami RUS.

## Miejscowości

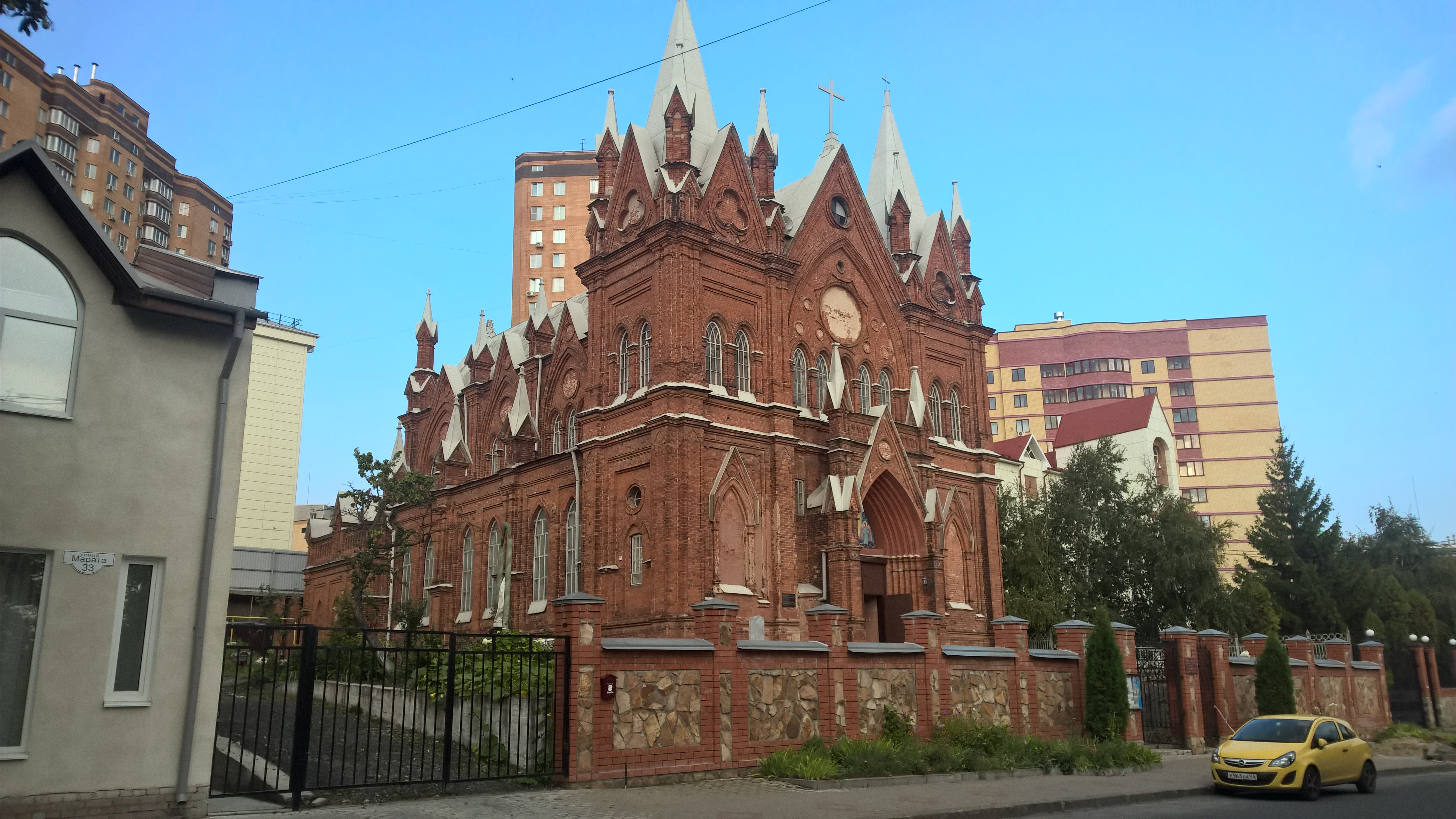
Kursk pomiędzy 1362 a 1508 był jednym z najbardziej na wschód wysuniętych miast Litwy

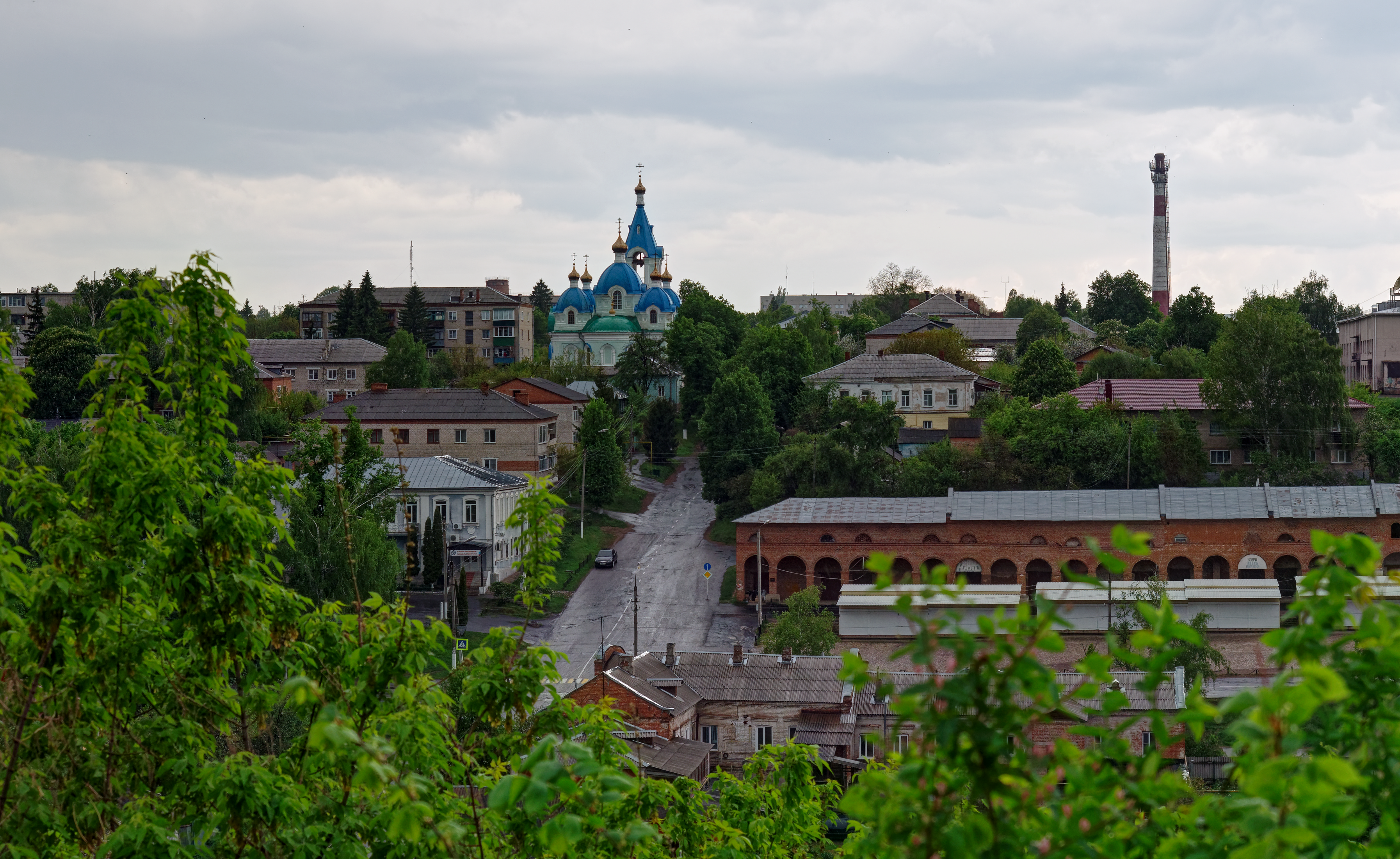
Rylsk leżał w granicach Litwy do 1522 r.

Stan 1 stycznia 2005.
|                          | Mieszkańców [tys.] |
| ------------------------ | ------------------ |
| Kursk                    | 406,4              |
| Żeleznogorsk             | 96,2               |
| Kurczatow                | 46,3               |
| Lgow                     | 22,9               |
| Szczygry                 | 18,9               |
| Rylsk                    | 17,4               |
| Obojań                   | 14,1               |
| Dmitrjew-Lgowskij        | 8,3                |
| Imieni Karła Libkniechta | 7,9                |
| Sudża                    | 6,8                |
| Kszenskij                | 6,7                |
| Gorszecznoje             | 6,6                |
| Koreniewo                | 6,5                |
| Głuszkowo                | 5,5                |
| Pristeń                  | 5,4                |
| Fateż                    | 5,4                |
| Prjamicyno               | 5,2                |